# Осканян Вардан Мінасович
Вардан Мінасович Осканян (вірм. Վարդան Օսկանյան), (1955) — вірменський державний діяч, дипломат.

## Біографія
Народився 7 грудня 1955 року в місті Алеппо, Сирія. У 1979 закінчив Єреванський політехнічний інститут, Тафтський університет (1984), Гарвардський університет (1989). Флетчерська дипломатична школа (1991). Володіє англійською, російською, арабською мовами.
З 1990 по 1992 — редактор вірменського міжнародного журналу «Armenian International Magazine» .
З 1992 по 1998 — заступник начальника відділу країн Близького Сходу МЗС Вірменії, начальник відділу країн Північної Америки, начальник управління США і Канади, заступник міністра, перший заступник міністра закордонних справ Вірменії.
З квітня 1998 по квітень 2008 — міністр закордонних справ Вірменії.